# Рубановка (Херсонская область)
Ру́бановка (укр. Рубанівка) — село в Каховском районе Херсонской области Украины. Административный центр Рубановской сельской общины.

## История
Село основано в 1798 году казаком Рубаном.
В 20-е годы в селе были образованы три колхоза: «Шлях Ленина» — 9306 га сельскохозяйственных угодий, «Червоный Жовтень» — 7774 га, «им. XIX съезда партии» — 5637 га. В настоящее время они преобразованы в товарищества собственников земли.
В 2022 году, во время вторжения России на Украину, село было захвачено. На данный момент находится под оккупацией ВС РФ.

## Инфраструктура
Имеются две школы на 700 учеников. Участковая больница на десяток коек, скорая помощь, фельдшерский пункт в селе Весёлом. Три детских сада на 150 мест. АТС на 300 номеров. Установлена вышка операторов мобильной связи.

## Транспорт
Добраться можно автобусом из Херсона.

## Население
Население по переписи 2001 года составляло 3927 человек. Почтовый индекс — 74531. Телефонный код — 5543. Код КОАТУУ — 6521285501.

## Известные уроженцы
- Гридасов, Дмитрий Тихонович — Герой Советского Союза.
- Загной, Владимир Карпович — Герой Советского Союза.

## Местный совет
74531, Херсонская обл., Великолепетихский р-н, с. Рубановка, ул. Независимости, 4